# Giro di Toscana 1984
Il Giro di Toscana 1984, cinquantottesima edizione della corsa, si svolse il 12 maggio su un percorso di 232,7 km, con partenza a Firenze e arrivo a Poggio a Caiano. Fu vinto dall'italiano Gianbattista Baronchelli della Murella-Rossin davanti ai connazionali Bruno Leali e Giuliano Pavanello.

## Ordine d'arrivo (Top 10)
| Pos. | Corridore                | Squadra                | Tempo    |
| ---- | ------------------------ | ---------------------- | -------- |
| 1    | Gianbattista Baronchelli | Murella-Rossin         | 6h08'00" |
| 2    | Bruno Leali              | Carrera-Inoxpran       |          |
| 3    | Giuliano Pavanello       | Supermercati Brianzoli |          |
| 4    | Daniele Caroli           | Santini-Conti-Galli    |          |
| 5    | Alfredo Chinetti         | Supermercati Brianzoli |          |
| 6    | Emanuele Bombini         | Del Tongo-Colnago      |          |
| 7    | Fiorenzo Aliverti        | Atala-Campagnolo       |          |
| 8    | Mauro Angelucci          | Alfa Lum-Olmo          |          |
| 9    | Claudio Savini           | Dromedario-Alan        |          |
| 10   | Jens Veggerby            | Fanini-Wührer          |          |